# Avenue Albert Mahiels
L'avenue Albert Mahiels est une artère liégeoise qui va de la rue de Fétinne au pont de Fétinne, dans le sous-quartier de Fétinne et le quartier administratif des Vennes.

## Historique
L'artère a été créée au début du XXe siècle lors des importants travaux d'aménagement de la rive droite de la Meuse, pour l'organisation de l'exposition universelle de 1905 et a pris le nom d'avenue Albert Mahiels en 1990. Avant ces travaux du début du XXe siècle, un bras de l'Ourthe appelé Fourchu Fossé se trouvait à cet endroit juste avant sa confluence avec la Meuse.

## Odonymie
L'avenue rend hommage à Albert Mahiels (1842-1908), ingénieur en chef des travaux de la ville de Liège. L’étude de la future urbanisation du quartier est son œuvre

## Description
L'artère plate et courbe d'une longueur d'environ 163 m et d'une largeur approximative de 45 m est constituée d'une voie principale très fréquentée à double sens de circulation et de deux voies de desserte à sens unique de circulation, la première reliant l'avenue du Luxembourg au quai des Ardennes et la seconde l'avenue du Luxembourg au boulevard Émile de Laveleye. Une pelouse arborée s'étend entre la voie principale et les dessertes. L'avenue possède treize immeubles (principalement à appartements) bâtis uniquement du côté oriental, le long des deux voies de desserte. Le côté ouest est occupé par l'église Saint-Vincent.

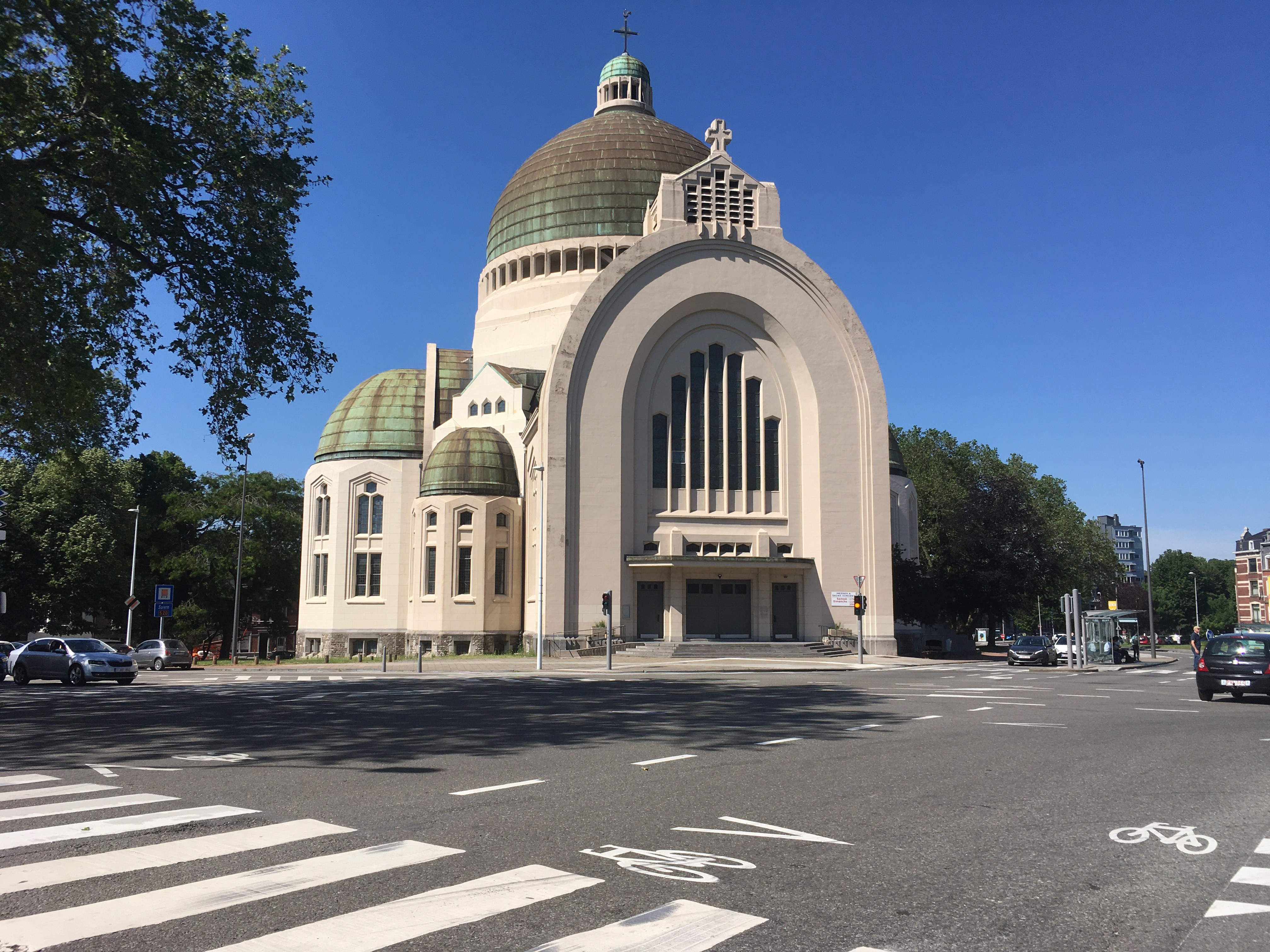
L'église Saint-Vincent et l'avenue Albert Mahiels à droite

## Architecture
- l'église Saint-Vincent
- les immeubles les plus anciens (années 1920-1930) possèdent une décoration Art déco (portes d'entrée des nos 3, 4 et 12, ornements de la façade de l'immeuble de coin avec l'avenue du Luxembourg, architecte P. Petit).

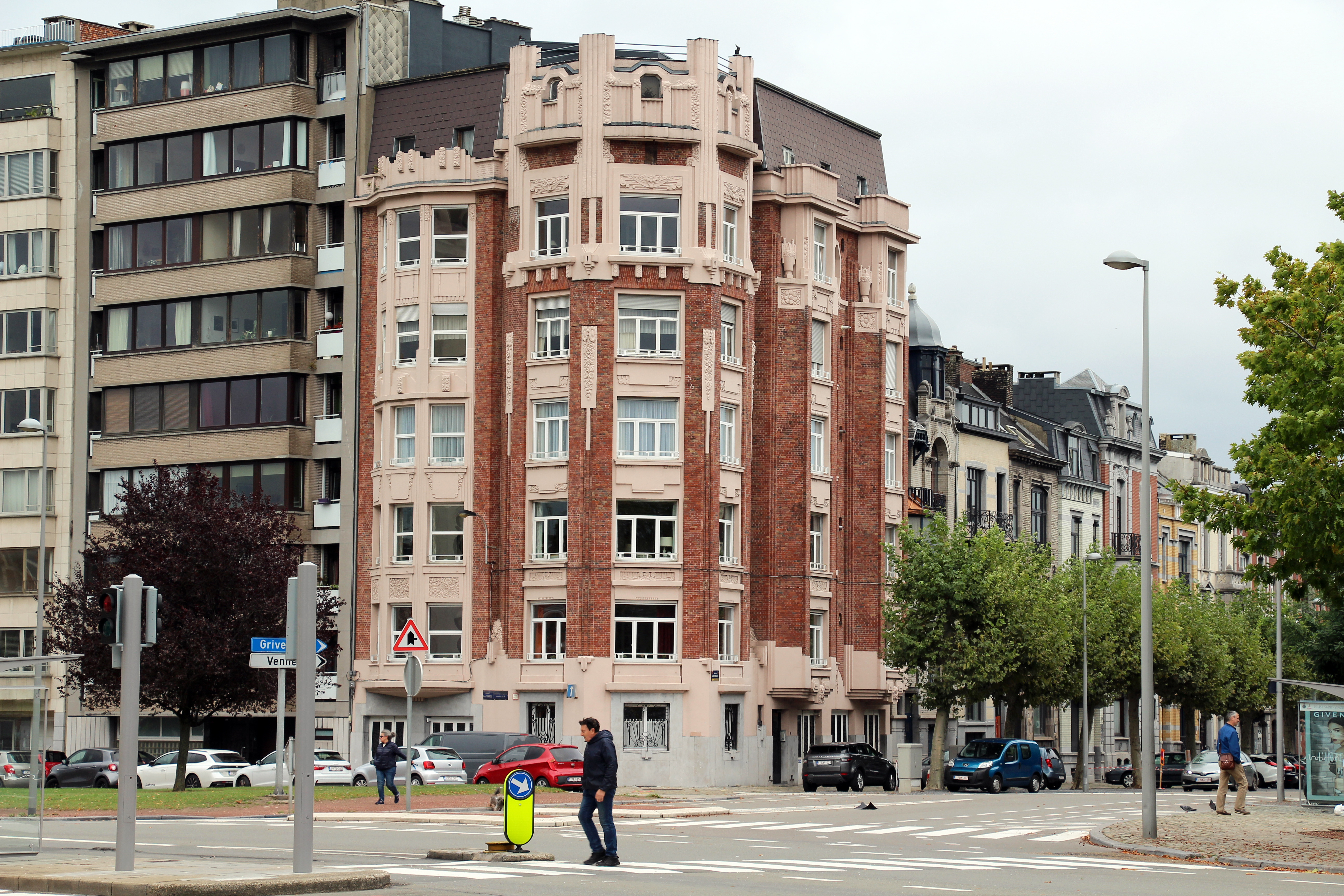
Immeuble Art déco à l'angle de l'avenue Albert Mahiels et de l'avenue du Luxembourg

## Voies adjacentes
- Pont de Fétinne
- Quai Mativa
- Quai des Ardennes
- Avenue du Luxembourg
- Boulevard Émile de Laveleye
- Rue de Verviers
- Rue de Fétinne